# Consell Militar d'Al-Bab
El Consell Militar d'al-Bab, CMB (àrab: مجلس الباب العسكري, Majlis al-Bāb al-ʿAskarī), és una coalició formada per combatents de l'àrea d'al-Bab i diferents grups afiliats a les Forces Democràtiques de Síria (FDS), format el 14 d'agost de 2016 a Kobani. L'objectiu del Consell és la d'alliberar i assegurar la ciutat de al-Bab i les zones rurals que l'envolten en mans d'Estat Islàmic.

Cal destacar el precedent que ha suposat el Consell Militar de Manbij, grup format per les FDS amb locals de la zona que van lluitar per alliberar-la. Així doncs, sense oblidar-lo i prenent-lo com a model, durant la roda de premsa fundacional el CMB va declarar:
"Prenent com a model l'experiència dels nostres veïns en alliberar Manbij i les zones rurals, és necessari que ens posem a treballar junts per alliberar el nostre poble, com un pas per l'alliberament total de Síria, i per construir-ne una llar per a totes."
Després de la conquesta de Manbij, al-Bab és un enclavament no menys important que tallaria tota via de subministrament a Estat Islàmic procedent de la frontera entre Turquia i Síria, i permetria a les FDS ser més a prop de seu objectiu final, unir els quatre cantons que formen Rojava.

## Grups
Els grups fundadors són:
- Front dels Rebels de Bab
- Batalló Màrtirs de Qabasin
- Brigada Seljuks
- Batalló dels Màrtirs del camp de Bab
- Batalló dels Homes Lliures d'Arima
- Brigada del Màrtir Silo Raei
- Brigada dels Màrtirs de Kaebe

El dia 1 de novembre va oficialitzar-se la creació d'un batalló exclusivament femení prenent com a model les Unitats Femenines de Protecció (YPJ), milícia femenina aliada de les FDS.